# Reformierte Kirche Madulain

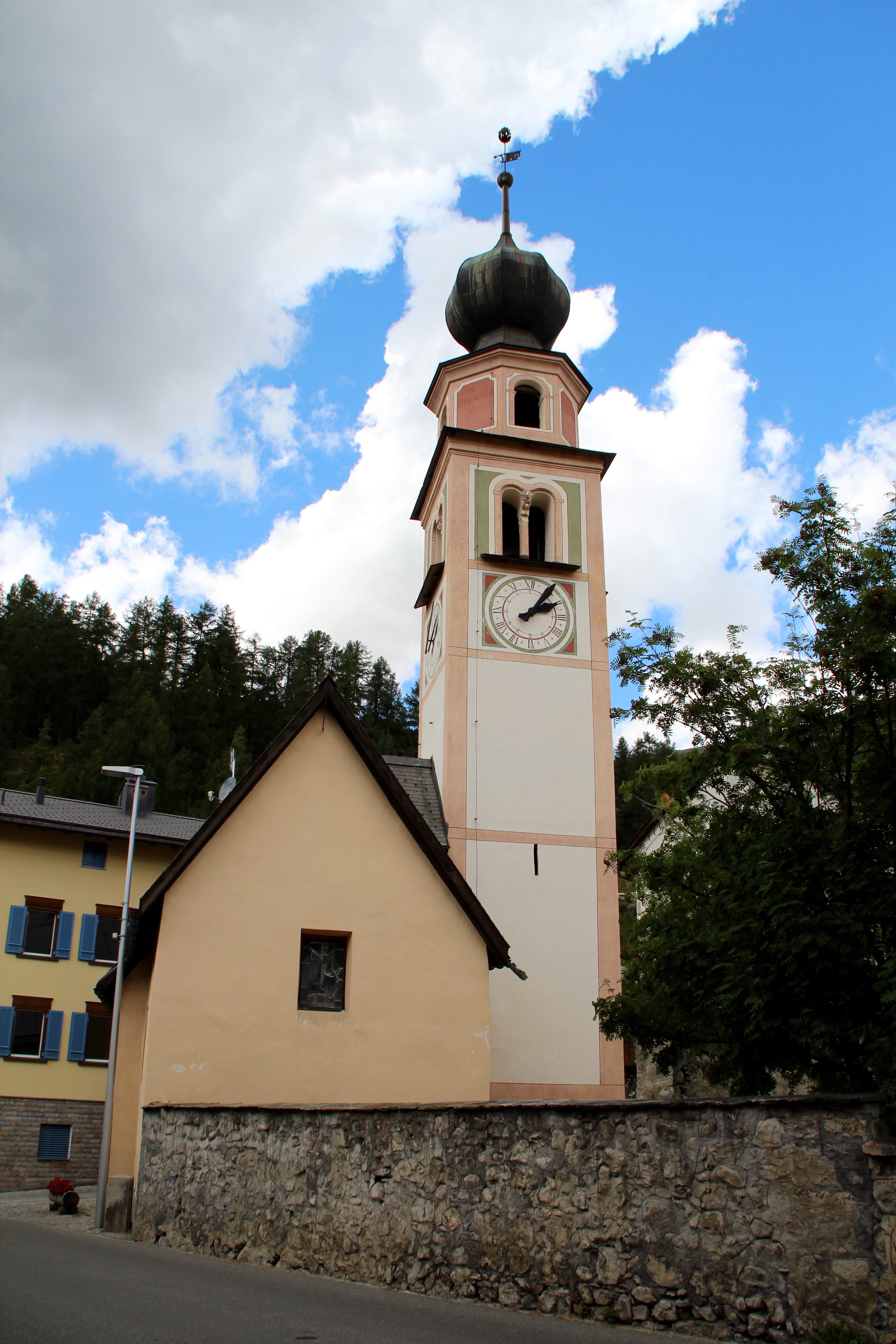
Kirchturm

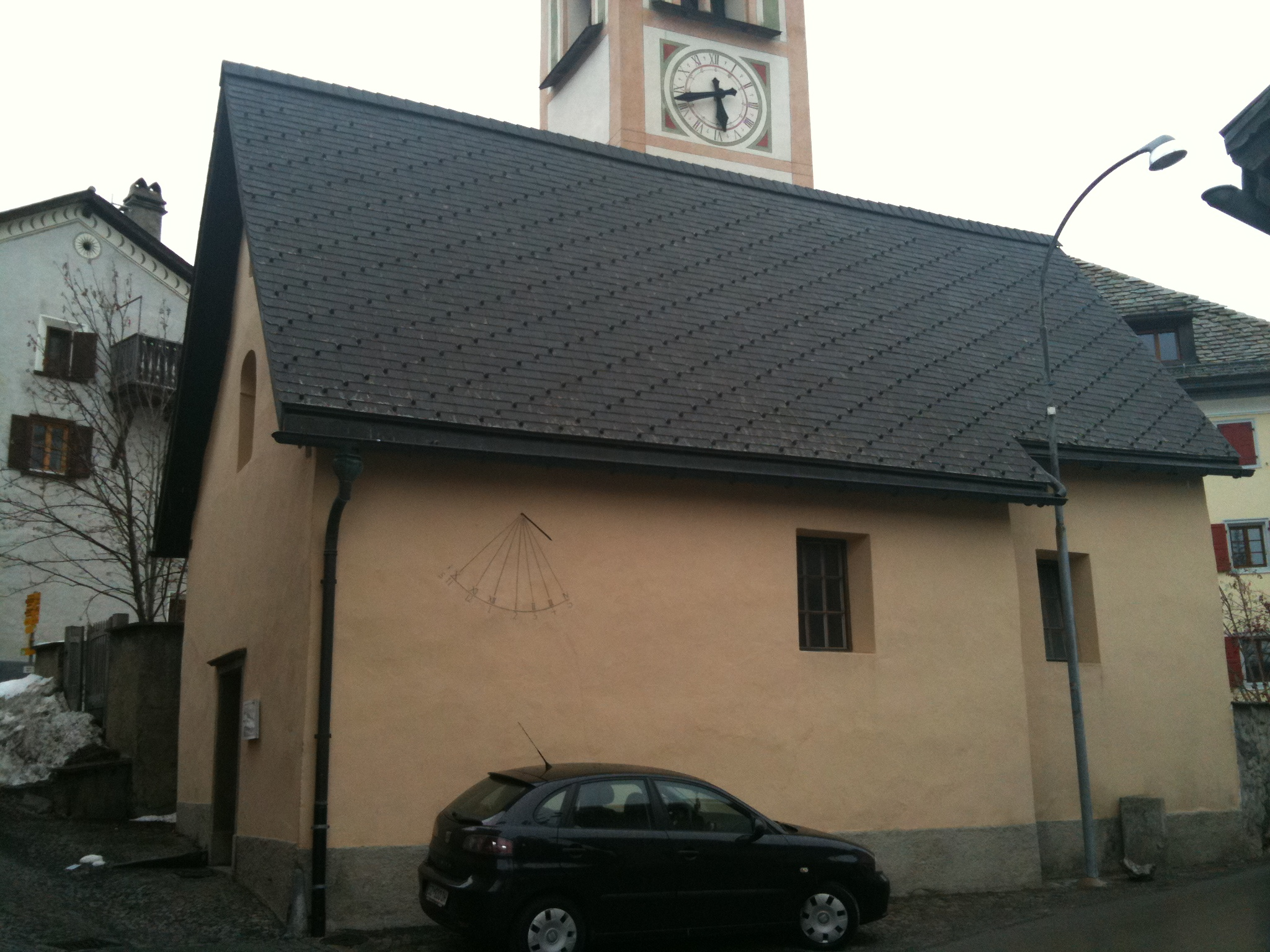
Kirchenschiff mit Sonnenuhr

Die reformierte Kirche San Batrumieu (deutsch: St. Bartholomäus) in Madulain im Oberengadin ist ein evangelisch-reformiertes Gotteshaus unter kantonalem Denkmalschutz. Sie steht im Dorfzentrum.

## Geschichte und Ausstattung
Eine Vorgängerkapelle, 1370 als Tochterkirche der Grosspfarrei Zuoz genannt, stand wohl ca. 800 Meter talwärts, wo sich bis heute der Flurname San Batrumieu erhalten hat. Diese Kapelle erscheint urkundlich 1441 und hatte eigene Güter und Kirchenvögte. Neben dem Patrozinium St. Bartholomäus (Apostel) wird 1454 als Nebenpatron auch St. Florinus von Remüs aufgeführt.
Die heutige Kirche wurde 1510 durch Meister Bernhard von Puschlav als spätgotische Kirche gebaut. An der linken Chorwand steht eine längere Bauinschrift mit dem Namen von 'Bernardo de Pusavio'. Der Chor ist nach Nordosten gerichtet, quadratisch und mit einem Kreuzgewölbe bedeckt. Das Schiff ist mit zwei Kreuzgewölben bedeckt. Bei der Renovation 1752 werden vermutlich die Spitzbogenfenster durch barocke, niedrigere hoch-rechteckige Fenster ersetzt und das Portal umgestaltet. Weitere Renovationen 1923, 1963/64, 1980 und 1993–1995.
Der Predigerstuhl (1651) und die mit Inschriften versehene polygonale Kanzel (1666) stammen aus der Zeit nach Abschluss der Bündner Wirren. Die beschrifteten Grabplatten sind Pfarrern des 17./18. Jahrhunderts gewidmet. Der moderne Taufstein von 1964 wurde von Constant Könz und A:C. Andeer geschaffen. Im Chorfenster das von Gian Casty geschaffene Glasfenster Auferstehung (1963).
Die 1980 gebaute einmanualige Orgel mit vier Registern und angehängtem Pedal (ohne eigene Pedalregister) stammt von der Firma Wetter, Muttenz.

## Kirchliche Organisation
Die kirchliche Loslösung von der Mutterkirche in Zuoz erfolgte 1536. Madulain trat im zwischen 1554 und 1561 unter Philipp Gallicius und Ulrich Campell zum evangelischen Glauben über. Seit 2017 gehört Madulain zur Kirchgemeinde Oberengadin (romanisch: Baselgia evangelica-refurmeda Engiadin’Ota) innerhalb der Evangelisch-reformierten Landeskirche Graubünden, umgangssprachlich Refurmo genannt.